# Paralympics Ireland
Paralympics Ireland, antes conocido como Paralympic Council of Ireland es el comité paralímpico nacional que representa a Irlanda. Esta organización es la responsable de las actividades deportivas paralímpicas en el país, selecciona los equipos y recauda los fondos para enviar a los competidores irlandeses a eventos paralímpicos organizados por el Comité Paralímpico Internacional, y representa al país ante este organismo. Fue fundado en 1987 como comité coordinador para los Juegos Paralímpicos de Seúl 1988.